# Pachydema unicolor
Pachydema unicolor är en skalbaggsart som beskrevs av Lucas 1850. Pachydema unicolor ingår i släktet Pachydema och familjen Melolonthidae. Inga underarter finns listade i Catalogue of Life.